# Samyj medlennyj poezd
Samyj medlennyj poezd (russisk: Самый медленный поезд) er en sovjetisk spillefilm fra 1963 af Vladimir Krasnopolskij og Valerij Uskov.

## Medvirkende
- Pavel Kadotjnikov
- Nonna Terentjeva som Lena
- Zinaida Kirienko som Nina Ivanovna
- Anatolij Bartjuk som Kolja
- Marina Burova